# Quamba
Quamba és una població dels Estats Units a l'estat de Minnesota. Segons el cens del 2000 tenia 98 habitants.

## Demografia
Segons el cens del 2000, Quamba tenia 98 habitants, 33 habitatges, i 26 famílies. La densitat de població era de 51,8 habitants per km².
Dels 33 habitatges en un 33,3% hi vivien nens de menys de 18 anys, en un 51,5% hi vivien parelles casades, en un 15,2% dones solteres, i en un 21,2% no eren unitats familiars. En el 18,2% dels habitatges hi vivien persones soles el 6,1% de les quals corresponia a persones de 65 anys o més que vivien soles. El nombre mitjà de persones vivint en cada habitatge era de 2,97 i el nombre mitjà de persones que vivien en cada família era de 3,31.
Per edats la població es repartia de la següent manera: un 34,7% tenia menys de 18 anys, un 6,1% entre 18 i 24, un 29,6% entre 25 i 44, un 19,4% de 45 a 60 i un 10,2% 65 anys o més.
L'edat mediana era de 31 anys. Per cada 100 dones de 18 o més anys hi havia 93,9 homes.
La renda mediana per habitatge era de 38.125 $ i la renda mediana per família de 32.188 $. Els homes tenien una renda mediana de 47.813 $ mentre que les dones 28.000 $. La renda per capita de la població era de 15.923 $. Entorn del 8% de les famílies i el 7,4% de la població estaven per davall del llindar de pobresa.

## Poblacions més properes
El següent diagrama mostra les poblacions més properes.